# Cine Damasco
El Cine Damasco fue una de los más grandes salas de cines individuales en el Oriente Medio, con una capacidad total de 1.500 clientes, divididas en una planta baja con una capacidad total de 1.000 clientes y un amplio balcón, con una capacidad total de 500 clientes. Inaugurado en Damasco, Siria, en 1943 por Toufik Chammas, un prominente hombre de negocios local, el Cine Dimashq se convirtió rápidamente en una fuente de entretenimiento local, llevando a Siria la era de la cinematografía. Cerrado a principios de 2005, y volvió a abrir a mediados de 2009.